# Lånke kommun
Lånke kommun (norska: Lånke kommune) var en kommun i dåvarande Nord-Trøndelag fylke i Norge. Kommunen omfattade den sydvästra delen av nuvarande Stjørdals kommun och gränsade till Sør-Trøndelag fylke i söder och väster. Tätorten Hell utgjorde kommunens centralort.

## Administrativ historik
Lånke kommun upprättades den 1 januari 1902 när den dåvarande kommunen Nedre Stjørdal delades i tre och kommunerna Lånke, Skatval och Stjørdal bildades. Kommunen hade 1 449 invånare vid upprättandet.
Den 1 januari 1914 överfördes ett bebott område (med 38 invånare) från Lånke kommun till Malviks kommun.
Den 1 januari 1962 gick Lånke kommun, tillsammans med kommunerna Hegra och Skatval, upp i Stjørdals kommun. Kommunens hade då 1 967 invånare.